# Ricky Tognazzi
Ricky Tognazzi, contrazione di Riccardo Tognazzi (Milano, 1º maggio 1955), è un attore, regista, sceneggiatore e produttore cinematografico italiano.

## Biografia
Nato a Milano il 1º maggio 1955, è il primo figlio dell'attore Ugo Tognazzi; sua madre, Pat O’Hara, fu ballerina di teatro (1933-2018). Ha tre fratellastri, nati dai due successivi matrimoni del padre: Thomas Robsahm, Gianmarco e Maria Sole Tognazzi. Dopo aver frequentato sin da piccolo molti set cinematografici grazie al padre (che poi lo vorrà per qualche comparsata in alcuni suoi film), studia in Inghilterra e poi al DAMS dell'Università di Bologna, e si diploma nel 1975 presso l'Istituto di Stato per la Cinematografia e Televisione "Roberto Rossellini" di Roma. Inizia a lavorare come aiuto regista per Luigi Comencini, Pupi Avati e Maurizio Ponzi.
Nel 1987 debutta come regista con Fernanda, episodio della serie TV Piazza Navona progettata da Ettore Scola, per poi confermarsi tra gli autori cinematografici italiani della sua generazione con Piccoli equivoci (1989), Ultrà (1990), La scorta (1993), Vite strozzate (1996), Canone inverso - Making Love (2000), Il padre e lo straniero (2010), Tutta colpa della musica (2011) e, insieme a Simona Izzo, Io no (2003). Successivamente torna a girare per il piccolo schermo le fiction I giudici - Excellent Cadavers (1998), Il papa buono (2003), L'isola dei segreti - Korè (2009), Mia madre (2010), Il caso Enzo Tortora - Dove eravamo rimasti? (2012), L'assalto (2014), Pietro Mennea - La freccia del Sud (2015), Boris Giuliano - Un poliziotto a Palermo (2016), La vita promessa (2018-2020) e, nuovamente insieme a Simona Izzo, L’amore strappato (2019), Svegliati amore mio (2021) e Se potessi dirti addio (2024).
Tra le sue interpretazioni si ricordano invece Il petomane (1983) di Pasquale Festa Campanile; La famiglia (1987) dello stesso Scola; Una storia semplice (1991) di Emidio Greco; Maniaci sentimentali (1994) e Tutte le donne della mia vita (2007) di Simona Izzo; Il cielo in una stanza (1999) e In questo mondo di ladri (2004) di Carlo Vanzina; Commedia sexy (2001) di Claudio Bigagli; I giorni dell'amore e dell'odio (2001) di Claver Salizzato. Tifoso del Milan, come il padre, nel 1997 è la voce narrante nel brano Ieri, prima traccia del CD Ulisse della Premiata Forneria Marconi, mentre nel 2016 mette in scena lo spettacolo teatrale Figli, mariti, amanti... (il maschio superfluo), scritto da Simona Izzo e realizzato dal produttore Angelo Tumminelli.
Ricky Tognazzi è dichiaratamente ateo, anche se ammira alcune figure religiose come san Tommaso, papa Giovanni XXIII e papa Francesco.

## Vita privata
Dopo essere stato coniugato con Flavia Toso, da cui ha avuto la figlia Sarah, che nel 1985 recitò assieme al padre nel film I pompieri, nel 1995 si è sposato, dopo nove anni di fidanzamento, con l'attrice, doppiatrice, sceneggiatrice e regista Simona Izzo.

## Filmografia

### Attore

#### Cinema
- Il pollo ruspante, episodio di Ro.Go.Pa.G., regia di Ugo Gregoretti (1963)
- L'educazione sentimentale, episodio de I mostri, regia di Dino Risi (1963)
- Cattivi pensieri, regia di Ugo Tognazzi (1976)
- Sarò tutta per te, episodio di Dove vai in vacanza?, regia di Mauro Bolognini (1978)
- I viaggiatori della sera, regia di Ugo Tognazzi (1979)
- Arrivano i bersaglieri, regia di Luigi Magni (1980)
- La tragedia di un uomo ridicolo, regia di Bernardo Bertolucci (1981)
- Madonna che silenzio c'è stasera, regia di Maurizio Ponzi (1982)
- Io, Chiara e lo Scuro, regia di Maurizio Ponzi (1983)
- La chiave, regia di Tinto Brass (1983)
- Il petomane, regia di Pasquale Festa Campanile (1983)
- Son contento, regia di Maurizio Ponzi (1983)
- Fatto su misura, regia di Francesco Laudadio (1985)
- Colpo di fulmine, regia di Marco Risi (1985)
- I pompieri, regia di Neri Parenti (1985)
- La famiglia, regia di Ettore Scola (1987)
- Secondo Ponzio Pilato, regia di Luigi Magni (1987)
- Arrivederci e grazie, regia di Giorgio Capitani (1988)
- Caruso Pascoski (di padre polacco), regia di Francesco Nuti (1988)
- Tempo di uccidere, regia di Giuliano Montaldo (1989)
- Una storia semplice, regia di Emidio Greco (1991)
- In camera mia, regia di Luciano Martino (1992)
- Maniaci sentimentali, regia di Simona Izzo (1994)
- Un eroe borghese, regia di Michele Placido (1995)
- Camere da letto, regia di Simona Izzo (1997)
- I corti italiani, registi vari (1997)
- Il cielo in una stanza, regia di Carlo Vanzina (1999)
- Canone inverso - Making Love, regia di Ricky Tognazzi (2000)
- Commedia sexy, regia di Claudio Bigagli (2001)
- I giorni dell'amore e dell'odio, regia di Claver Salizzato (2001)
- Il più bel giorno della mia vita, regia di Cristina Comencini (2002)
- Fate come noi, regia di Francesco Apolloni (2002)
- Alla fine della notte, regia di Salvatore Piscicelli (2003)
- Io no, regia di Simona Izzo e Ricky Tognazzi (2003)
- In questo mondo di ladri, regia di Carlo Vanzina (2004)
- Tutte le donne della mia vita, regia di Simona Izzo (2007)
- Appuntamento a ora insolita, regia di Stefano Coletta (2008)
- L'ultimo crodino, regia di Umberto Spinazzola (2009)
- Le ombre rosse, regia di Francesco Maselli (2009)
- Nine, regia di Rob Marshall (2009)
- Tutta colpa della musica, regia di Ricky Tognazzi (2011)
- All'ultima spiaggia, regia di Gianluca Ansanelli (2012)
- Ci vediamo domani, regia di Andrea Zaccariello (2013)
- Esterno sera, regia di Barbara Rossi Prudente (2013)
- On Air - Storia di un successo, regia di Davide Simon Mazzoli (2016)
- Infernet, regia di Giuseppe Ferlito (2016)
- Poveri noi, regia di Fabrizio Maria Cortese (2025)

#### Televisione
- Qualcosa di biondo – film TV (1984)
- Il cugino americano – film TV (1986)
- Parole e baci – film TV (1987)
- Little Roma – miniserie TV (1987)
- Nessuno torna indietro, regia di Franco Giraldi – miniserie TV (1987)
- Mais qui arrêtera la pluie? – film TV (1990)
- La primavera di Michelangelo – film TV (1990)
- Costanza – miniserie TV (1998)
- I giudici - Excellent Cadavers – film TV (1999)
- Tommaso – film TV (2001)
- Il papa buono – film TV (2003)
- Ricomincio da me, regia di Rossella Izzo – miniserie TV (2005-2006)
- L'isola dei segreti - Korè – serie TV, 4 episodi (2009)
- Il caso Enzo Tortora - Dove eravamo rimasti? – miniserie TV (2012)
- Royal Pains – serie TV, 1 episodio (2013)
- Nozze romane (Hochzeit in Rom), regia di Olaf Kreinsen – film TV (2017)
- L'amore strappato – miniserie TV (2019)
- Svegliati amore mio – miniserie TV (2021)

#### Videoclip
- Tutti Frutti – New Order (2016)

### Regista
- Piazza Navona – serie TV, episodio Fernanda (1988)
- Piccoli equivoci (1989)
- Ultrà (1991)
- La scorta (1993)
- Roma dodici novembre 1994 – cortometraggio (1995)
- Vite strozzate (1996)
- Ritratti d'autore – serie TV, 1 episodio (1996)
- Pollo, pollo, pollo – cortometraggio (1997)
- I giudici - Excellent Cadavers – film TV (1999)
- Canone inverso - Making Love (2000)
- Un altro mondo è possibile – documentario (2001)
- Il papa buono – film TV (2003)
- Io no, co-regia con Simona Izzo (2003)
- L'isola dei segreti - Korè – serie TV, 4 episodi (2009)
- Il padre e lo straniero (2010)
- Mia madre – film TV (2010)
- Tutta colpa della musica (2011)
- Il caso Enzo Tortora - Dove eravamo rimasti? – film TV (2012)
- L'assalto – film TV (2014)
- Pietro Mennea - La freccia del Sud – film TV (2015)
- Boris Giuliano - Un poliziotto a Palermo – film TV (2016)
- Sul fiume – videocortometraggio (2017)
- L'amore strappato, co-regia con Simona Izzo – miniserie TV (2019)
- La vita promessa – serie TV, 7 episodi (2018-2020)
- Svegliati amore mio, co-regia con Simona Izzo – miniserie TV (2021)
- La voglia matta di vivere – documentario (2022)
- Se potessi dirti addio, co-regia con Simona Izzo – miniserie TV (2024)
- Francesca e Giovanni - Una storia d'amore e di mafia, co-regia con Simona Izzo (2025)

### Doppiatore
- Samson in Uno zoo in fuga
- Roger in La profezia delle ranocchie
- Dark in Pride, il giovane leone
- Tam al’Thor in La ruota del Tempo

## Doppiatori italiani
- Claudio Capone in Il petomane

## Programmi televisivi
- Miss Italia (Rai 1, 2009) – Giurato
- Altrimenti ci arrabbiamo (Rai 1, 2013) – Giurato
- Il cantante mascherato 4 (Rai 1, 2023) – Concorrente
- Back to School 2 (Italia 1, 2023) – Concorrente
- Ballando con le stelle (Rai 1, 2023) – Concorrente
- Concerto di Capodanno delle bambine e dei bambini (Rai 1, 2024) – Commentatore

## Spot pubblicitari
- FIAT (2007, 2009)
- Ponti (2008-2009) – testimonial
- Ministero della salute (2013) – testimonial
- Alfa Romeo (2016) – testimonial, voce narrante fuori campo

## Riconoscimenti
- David di Donatello
  - 1985 – Miglior attore non protagonista per Qualcosa di biondo
  - 1990 – Miglior regista esordiente per Piccoli equivoci
  - 1991 – Miglior regista per Ultrà
  - 1993 – Miglior regista per La scorta
  - 2000 – Candidatura miglior regista per Canone inverso - Making Love
  - 2000 – Candidatura miglior sceneggiatura per Canone inverso - Making Love
  - 2000 – Premio David Scuola per Canone inverso - Making Love
- Ciak d'oro
  - 1990 – Migliore opera prima per Piccoli equivoci[8]
- Festival internazionale del cinema di Berlino
  - 1991 – Miglior regista per Ultrà
- Globo d'oro
  - 1985 – Miglior attore rivelazione per Fatto su misura e Qualcosa di biondo
- Grolla d'oro
  - 1991 – Miglior attore, condiviso con Gian Maria Volonté, Massimo Dapporto, Ennio Fantastichini e Massimo Ghini, per Una storia semplice